# Stanislas-Joseph Doucet
Pour les articles homonymes, voir Doucet.
Stanislas-Joseph Doucet (1847, Bathurst - 1925, Grande-Anse) était un prêtre canadien ; il était aussi patriote acadien, homéopathe, inventeur et écrivain.

## Origines et éducation
Fils unique de François-Xavier Doucet, cultivateur, et de Rachel Boudrot (Boudreau), Stanislas-Joseph Doucet naît le 8 juillet 1847 à Bathurst, au Nouveau-Brunswick.
Il étudie à l'école primaire de Bathurst avant de s'inscrire à la St Michael's Academy, à Chatham, puis il entre au grand séminaire de Montréal en septembre 1868.

## Prêtre
Il est ordonné prêtre pour le diocèse de Chatham le 31 juillet 1870 à Charlottetown. Nommé vicaire à Tracadie, il devient curé l'année suivante. Il est curé de Shippagan de 1871 à 1872, tout en étant missionnaire des îles de Lamèque et de Miscou ; à Saint-Charles-de-Kent de 1872 à 1877, ainsi que missionnaire de Richibouctou ; à Pokemouche de 1877 à 1887 ; à Shippagan de 1888 à 1898 ; à Grande-Anse de 1898 à 1925. Il est nommé vicaire général en 1900 par Mgr Rogers, poste qu'il occupe jusqu'à la mort de l'évêque en 1902.

## Engagement social et politique
En 1885, il a un rôle important dans la fondation du Courrier des provinces Maritimes à Bathurst. Entre 1890 et 1915, il publie des éditoriaux sur des sujets importants comme la question linguistique. En 1896, il donne une conférence sur le sujet à l'université du Nouveau-Brunswick à Fredericton ; il en publie le texte la même année à Saint-Jean sous le titre Dual language in Canada : its advantages and disadvantages […]. À cette époque, les Acadiens sont le groupe catholique le plus nombreux mais ce sont les Irlandais qui occupent tous les postes importants dans l'Église. Avec l'abbé Marcel-François Richard, il mène la lutte pour la nomination d'un premier évêque acadien dans les provinces Maritimes. Lorsque Mgr Édouard-Alfred Le Blanc est nommé évêque de Saint-Jean en 1912, l'abbé Doucet qualifie l'événement de « grand arrangement ». La même année, il participe au Congrès de la langue française à Québec.

## Recherches scientifiques

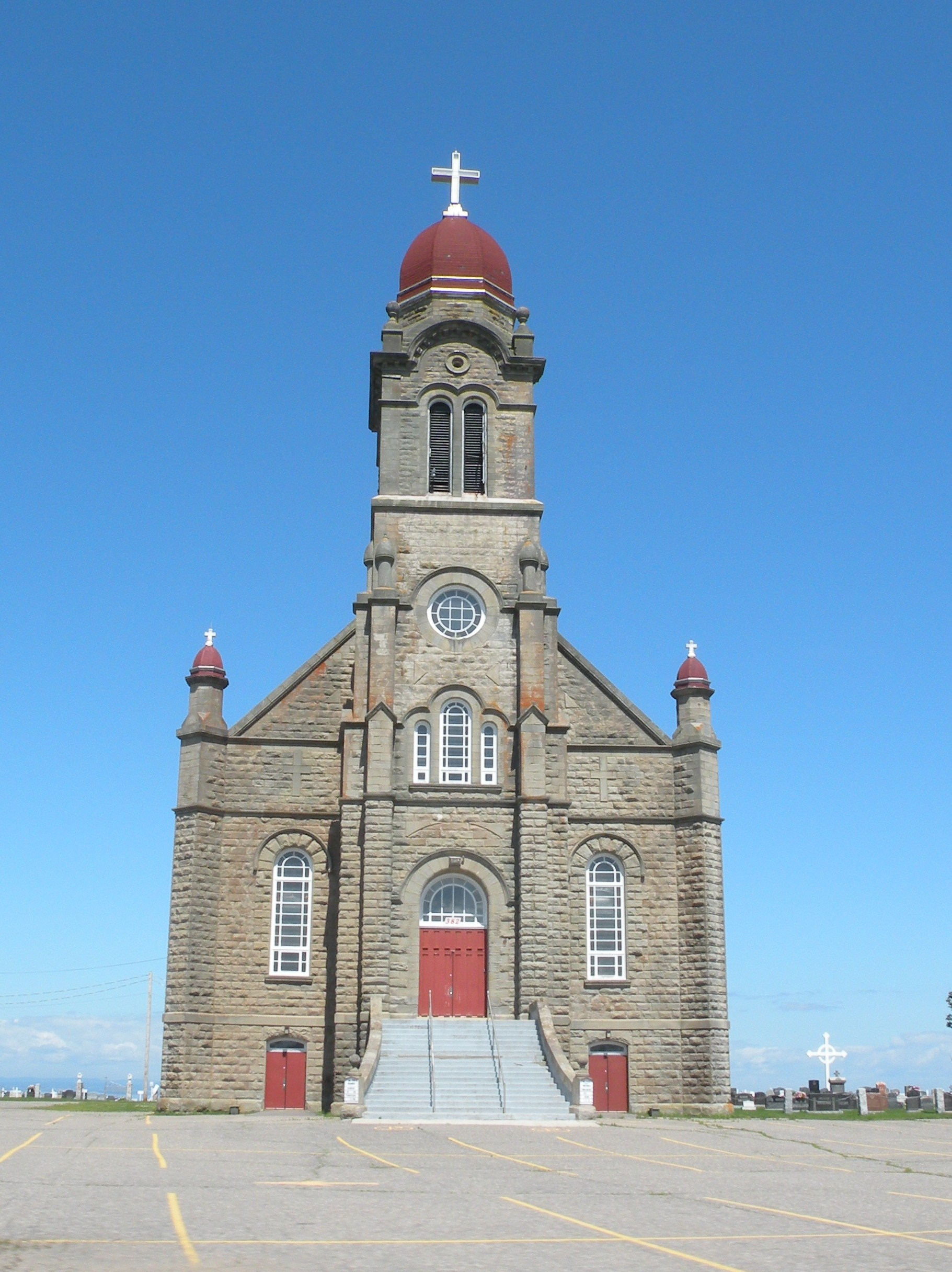
L'église Saint-Simon et Saint-Jude de Grande-Anse.

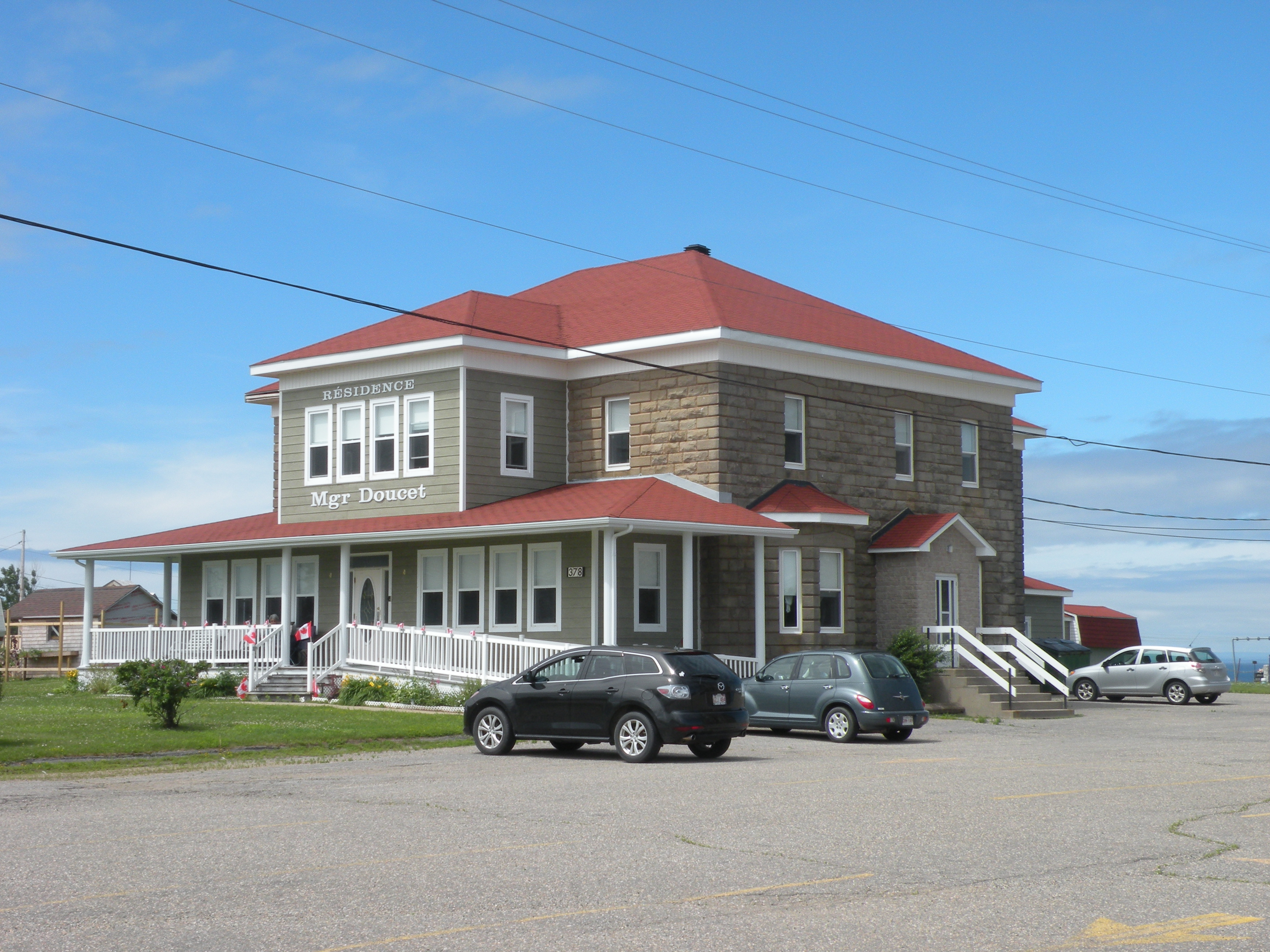
La résidence Mgr Doucet de Grande-Anse.

L'abbé Doucet était passionné par les sciences et les techniques. Il fait breveter en 1891 aux États-Unis et au Canada un système de signalisation électrique pour éviter les collisions sur les chemins de fer. Son invention semble avoir été utilisée par une compagnie de Philadelphie. Il suggère même de construire un « tunnel pour chars électriques » entre le Nouveau-Brunswick et l'Île-du-Prince-Édouard. Il donne plusieurs conférences en tant qu'astronome amateur et fabrique un modèle réduit du système solaire, qu'il expose dans son presbytère. Il dessine les plans et fabrique la maquette de l'église Saint-Simon-et-Saint-Jude de Grande-Anse. Il recueille une partie des fonds nécessaires à son érection au moyen de quêtes mensuelles et de démonstrations à l'aide d'appareils électriques de son invention et de pique-niques. Les travaux de construction s'échelonnent de 1902 à 1912. Plus tard, pour expliquer le mouvement de rotation de la Terre, il fait installer un pendule de Foucault dans le clocher.
Autodidacte, Doucet lit beaucoup et fait quatre voyages en Europe et en Terre sainte ainsi qu'à l'Exposition universelle de Chicago en 1893. C'est surtout à titre d'homéopathe qu'il excelle et est le plus apprécié. Alors qu'il est curé de Pokemouche, l'absence de médecin dans la région le pousse à s'intéresser à l'homéopathie. Il achète une soixantaine de livres médicaux récents, s'abonne à une revue spécialisée et fait venir des médicaments de Philadelphie. Il devient si populaire qu'il soigne des patients habitant à quarante milles à la ronde ; d'autres achètent ses pilules par correspondance. Il numérote ses médicaments pour simplifier la tâche de ses patients. Son succès, qui lui vaut chez certains le surnom d'« homme aux miracles », lui attire la jalousie de médecins nouvellement établis dans la région. Ainsi, en 1916, le docteur L.-G. Pinault, de Campbellton, se plaint à l'évêque que Doucet a fait un mauvais diagnostic pour deux de ses patients.

## Activité artistique
Doucet est aussi un artiste. Il joue du violon, du piano et de l'orgue. Les Anges de la terre, son seul poème écrit en français, est publié en 1905 dans Le Moniteur acadien de Shédiac. Son premier poème en anglais, The soul : a philosophic poem, est publié à Saint-Jean en 1917 et réédité en 1923 avec une centaine de vers de plus. Il publie aussi Emmanuel, the living bread, en 1922. La même année, il compose, sur l'air de La Marseillaise, un chant patriotique, En avant !, qui devient très populaire chez les Acadiens.

## Fin de vie
Stanislas-Joseph Doucet meurt le 1er décembre 1925 à Grande-Anse.